# تتر-کلیوچ
تتر-کلیوچ (انگلیسی: Teter-Klyuch) یک شهرک در شهرستان کاراایدلسکی استان باشقیرستان کشور روسیه است.